# آناهیت دانیلیان
آناهید تادئوسی دانیلیان (ارمنی: Անահիտ Թադևոսի Դանիելյան؛ انگلیسی: Anahit Danielyan زادهٔ ۱۸ مارس ۱۹۵۴) شاعر و نویسنده اهل ارمنستان است.

## زندگی‌نامه
وی در ۱۸ مارس ۱۹۵۴ در داستاکرت به دنیا آمد و از دانشکده حقوق دانشگاه دولتی ایروان فارغ‌التحصیل گشت. وی برنده جوایزی همچون مدال یادبود گریگور نارکاتسی شد.